# Arne Jørgensen
Arne Jørgensen (15 luglio 1897 – 16 febbraio 1989) è stato un ginnasta danese.

## Palmarès

### Olimpiadi
- 1 medaglia:
  - 1 argento (Anversa 1920 nel concorso svedese a squadre)